# Indonesian Atheists
Indonesian Atheists (IA) je komunita, která sdružuje ateisty, agnostiky a lidi bez vyznání v Indonésii.

Od roku 2011 je IA také přidruženým členem Atheist Alliance International.[zdroj?]

## Organizace
Komunita působí zejména na sociálních sítích, kde poskytuje indonéským nevěřícím prostor pro vyjádření jejich názorů. V říjnu 2008 ji založil ji Karl Karnadi.

Sám Karl Karnad žije od roku 2006 v Německu.

### IA
Ačkoli většina aktivit IA se stále omezuje jen na internet, v Jakartě a dalších městech se konalo několik veřejných shromáždění Členové se sdružují prostřednictvím sociálních sítí, jako je Facebook nebo Twitter. Aktivity komunity jsou ale velmi omezené, neboť ačkoliv je náboženská svoboda zakotvena přímo v ústavě, ateistům hrozí obvinění a stíhání z „šíření informací zaměřených na podněcování náboženské nenávisti“.

### ABAM
V roce 2011 někteří členové založili další skupinu, Ateis Menjawab (ABAM) (česky „Vy se ptáte, ateista odpovídá“), jejímž cílem je vést diskusi o ateismu v naději, že se podaří odbourat nepřátelské stereotypy. Administrátor této skupiny, který v současnosti vystupuje anonymně, uvedl, že dostává výhrůžky smrtí a často mu chodí zprávy, v nichž se požaduje, aby skupinu rozpustil.